# Oospila flavicincta
Oospila flavicincta là một loài bướm đêm trong họ Geometridae.